# Walwyn’s Castle (Burg)

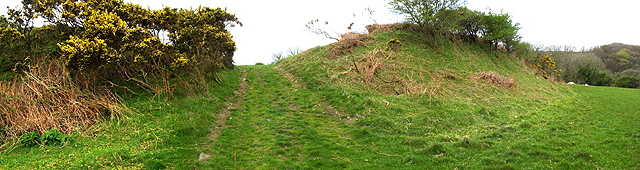
Die Spitze von Walwyn’s Castle

Walwyn’s Castle (auch Walwyn’s Castle Ráth, Castell Gwalchmai oder Castle Gawayn genannt) ist eine abgegangene Burg in der Gemeinde Walwyn’s Castle zwischen Haverfordwest und Dale in Pembrokeshire in Wales.
Walwyn’s Castle wurde nach 1093 und nach dem Tod des Fürsten Rhys ap Tewdwr von Deheubarth in Südwales von Normannen in einem eisenzeitlichen Ringwall als Motte erbaut. Es liegt in der ehemaligen Roose Hundred am Knick eines enges Tal etwa 5,0 km nördlich der Mündung des River Cleddau. Die Nähe zum großen geschützten Hafen von Milford Haven erlaubte gute maritime Verbindungen nach England. Walwyn’s Castle wurde wie andere Normannenburgen (z. B. Dinas oder Dryslwyn) in einem Binnenland-Promontory-Fort gebaut, so dass die Stelle an drei Seiten steile Hänge hatte. Ein 4,5 m hoher Wall hat auf der vierten Seite die Anlage vervollständigt.
Walwyn’s Castle war der Sitz einer mittelalterlichen Baronie und hatte abhängige Castles in Benton und Dale. Ungewöhnlicherweise scheint es sich weniger als eine der beiden kleineren Burgen entwickelt zu haben, da es an dieser Stelle kein Mauerwerk gibt. Allerdings sind die Erdwerke von Walwyn komplexer als die der üblichen Motten und ergaben einen guten Schutz.